# Amir Bell
Amir Bell (East Brunswick, 21 maggio 1996) è un cestista statunitense.